# Namudai Sechen Khan
Namudai Sechen Khan, anfangs Chelike, Kuryuke (mongolisch Намудай Чөрүхэ сэцэн хаан, ukrainisch Намудай Сечен-хан, Курюке, Челіке, chinesisch 撦力克, Pinyin chělìkè gest. 1607) war von 1586 bis 1607 der dritte Khan der mongolischen Tümed (Түмэд; 土默特部). Er war der älteste Sohn von Sengeduren Khan (Сэнгэдүүрэн хаан, Senge Duuren Khan), des ältesten Sohnes von Altan Khan.

## Name und Schreibweisen
1607–1610 wurde er in der Tschakrawardi Altan chaany tuudsch (Чакраварди Алтан хааны тууж) als „Namudai setsen chaan“ (Намудай сэцэн хаан) bezeichnet, 1725 im Gangyn ursgal (Гангын урсгал) als „Tschörüche setsen chaan“ (mongolisch Чөрүхэ сэцэн хаан, wiss. Transliteration Čörüchė sėcėn chaan), wohl vom Pali Chakravardi. In der Geschichte der Ming-Dynastie (Мин улсын судрын 327-р) wird der Name mit Чөрүхэ (Cheruche) oder Чэликэ (Chelike, 撦力克, Chě lì kè) wiedergegeben. „Sechen Khan“ ist möglicherweise ein zusammengesetzter Titel, der auf einen Besuch des Dalai Lama zurückgeht (1586).

## Leben
Kuryuke/Chelike stammt aus der Dynastie der Dschingisiden. Nach dem Tod des Großvaters im Jahr 1582 begann die Konfrontation zwischen dem Vater, der den Thron bestieg, und der dritten Frau Altyn Khans, Dzonggen. Sie übernahm die wichtigsten Machts-Insignien, musste jedoch unter dem Druck der Noyons der Ankündigung zustimmen, Kuryuke solle Thronfolger werden. Er heiratete Bai Beiji und verband sich damit mit dem Herrscher des rechten Flügels des Tümed-Khanats. Nach dem Tod seines Vaters im Jahr 1586 erbte er die Macht und nahm den Namen Namudai Sechen Khan an.
Dzonggen versuchte jedoch erneut, die Macht zu ergreifen und übergab ihrem Sohn Budashira die Machtinsignien. Aber sie scheiterte. Immer noch kontrollierte sie das Siegel des Khans (Fürst der Treue und des Gehorsams). Dann wurde beschlossen, eine Hochzeit zwischen Dzonggen und Namudai Sechen Khan zu arrangieren. Daraufhin zwang sie diesen, seine Frauen aufzugeben und wurde die eigentliche Regentin des Tümed-Khanats. Nach der Scheidung wurde Baiu Beiji mit Budashiri verheiratet.
Während ihrer Herrschaft stützte sich Dzonggen auf ihren Enkel Sonam, der de facto zum Herrscher der Ordo Tumen wurde. Das führte zum Zerfall des Khanats. Am Ende der Herrschaft von Namudai Sechen Khan hatte es sich in ein Konglomerat halbunabhängiger Stämme verwandelt.
Im Jahr 1606 erkrankte Namudai Sechen Khan schwer. Dzonggen versuchte erneut, die Macht auf ihren Sohn oder Enkel zu übertragen, aber die meisten Noyons unterstützten sie nicht, da sie dies für illegal hielten. 1607, nach dem Tod von Namudai Sechen-khan, wurde sein Enkel Boschigt Dschonon (Бошигт жонон, 博硕克图, Boschigt dschonon sechen Khan) Herrscher.

## Familie
Sieben Kinder sind namentlich bekannt.
- Chaotu Tayiji, (晁兔台吉, 1575–1613)
  - Enkel: Boschigt Dschonon/Boshugtu Khong tayiji, (1595–1627)
- Wushi Wandaer Taiji, (五十万打儿汉台吉, 1576–?)
  - Enkel: Wubanan Taiji, (五班南台吉, 1600–?)

Von seiner Gattin Zhengbiji:
- Maoming Tayiji, (毛明暗台吉, 1580–1607)
  - Enkel: Chaban Wobugen, (察汗我不艮); Daerni Taiji, (打儿泥台吉)

Von namentlich unbekannten Konkubinen:
- Tumen Taiji
- Erzhang Sutaiji
- Woer Gudao Taiji
- Guer Menge Taiji